# Vélodrome olympique de Rio
Le vélodrome olympique de Rio, anciennement vélodrome de Barra, est un vélodrome situé dans l'enceinte du complexe sportif de la Cité des sports, à Barra da Tijuca, dans la banlieue de Rio de Janeiro, au Brésil.

## Historique
Le vélodrome a été construit pour accueillir les épreuves de cyclisme sur piste et de roller de vitesse des Jeux panaméricains de 2007. Le vélodrome appartient à la confédération brésilienne de cyclisme.
Une partie du vélodrome est détruite par un incendie en juillet 2017.

## Caractéristiques
Il est le seul vélodrome couvert du Brésil.

## Compétitions
Le vélodrome a accueilli: 
- les épreuves de cyclisme sur piste et de roller de vitesse des Jeux panaméricains de 2007 ;
- les épreuves de cyclisme sur piste des Jeux olympiques d'été de 2016.